# اوژنیا گوله‌آ
اوژنیا گوله‌آ (به انگلیسی: Eugenia Golea) ژیمناست زادهٔ ۱۰ مارس ۱۹۷۱ میلادی اهل کشور رومانی است.